# Zanussi

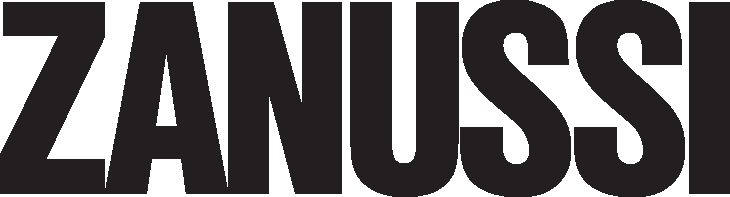
Logo da Zanussi.

Zanussi é uma produtora italiana de eletrodomésticos que foi comprada pela Electrolux em 1984. A Zanussi exporta produtos da Itália desde 1946.